# Surfin' USA (sång)
Surfin' USA, skriven av Brian Wilson, är en sång till så gott som samma melodi som "Sweet Little Sixteen" av Chuck Berry. "Surfin' USA" spelades in av The Beach Boys och släpptes på singel den 1963 och fanns också på albumet med samma namn. B-sidan var "Shut Down". Verserna i "Surfin' USA" sjöngs av Mike Love.
Melodin var återigen populär 1977 då Leif Garrett hade en hit med den, som nådde #20 i USA.

## Komposition
Två låtskrivare angavs, eller ibland bara Chuck Berry, då "Surfin' USA" anses vara lik hans låt "Sweet Little Sixteen" i melodi, rytm och sångtext.
Brian Wilson hävdar att låten bara var influerad av Chuck Berry, samt av Chubby Checker och Jimmy Bowles, lillebror till Brian Wilsons flickvän Judy. Bowles hittade på listan över surfingsporter som togs med i låten. I låten nämns flera populära surfingplatser som Del Mar, Ventura, Manhattan, Doheny Way, Haggerties, Swamis och La Jolla. Men även surfingplatser utanför USA, till exempel Narrabean som ligger i Australien.

### ,Listplacering
| Lista (1963)   | Högsta placering |
| -------------- | ---------------- |
| Australien     | 9                |
| Kanada         | 1                |
| Storbritannien | 34               |
| Sverige        | 6                |
| USA            | 3                |
| Lista (1974)   | Högsta placering |
| Australien     | 66               |
| USA            | 36               |

### Fotnoter
1. ↑  ”Chuck Berry | The Rock and Roll Hall of Fame and Museum”. Rockhall.com. http://rockhall.com/inductees/chuck-berry/timeline/. Läst 28 april 2011.
2. ↑  Gilliland, John (1969). ”Show 5 - Hail, Hail, Rock 'n' Roll: The rock revolution gets underway. [Part 1] : UNT Digital Library” (audio). Pop Chronicles. Digital.library.unt.edu. http://digital.library.unt.edu/ark:/67531/metadc19751/m1/. Läst 28 april 2011.
3. ↑  Wouldn't It Be Nice: My Own Story av Brian Wilson och Todd Gold. Publicerad av Harpercollins, 1991. ISBN 0-06-018313-6
4. ↑  ”Låttext”. 3 januari 2021. https://genius.com/18253593. Läst 3 januari 2021.
5. ↑  ”Australian Singles Charts”. mountvernonandfairway.de. http://www.mountvernonandfairway.de/charts10.htm. Läst 12 november 2007.
6. ↑  ”Canadian Singles Charts”. mountvernonandfairway.de. http://www.mountvernonandfairway.de/charts8.htm. Läst 12 november 2007.
7. ↑  ”Beach Boys Chart History” (på engelska). The Official UK Charts Company. https://www.officialcharts.com/artist/27515/beach-boys/. Läst 5 februari 2021.
8. ↑  ”Swedish Singles Charts”. mountvernonandfairway.de. http://www.mountvernonandfairway.de/charts1.htm. Läst 12 november 2007.